# Charles Warren Hollister
Charles Warren Hollister, genannt Warren, (* 2. November 1930 in Los Angeles; † 14. September 1997) war ein US-amerikanischer Mittelalterhistoriker. 
Hollister erwarb 1951 den Bachelor-Abschluss an der Harvard University und wurde nach Wehrdienst in der U.S. Air Force im Koreakrieg 1958 an der University of California, Los Angeles, promoviert. Er war einer der Gründer der Geschichtsfakultät an der University of California, Santa Barbara und wurde dort 1994 emeritiert.
Er befasste sich mit dem Mittelalter (11. bis 13. Jahrhundert) in England, besonders Verwaltungsgeschichte nach der normannischen Eroberung, und schrieb  eine Biographie von Heinrich I. Das Projekt der Biographie wurde durch den Verlust seiner Bibliothek und seines Manuskripts samt Unterlagen in einem Brand in Santa Barbara 1990 behindert. Das Buch wurde von seiner Doktorandin Amanda Clark Frost vollendet und 2001 postum veröffentlicht. Bekannt wurde er durch Untersuchungen der Beziehungen der normannischen Besitztümer in England und Westfrankreich, die vorher meist getrennt untersucht wurden. Außerdem veröffentlichte er in den USA verbreitete Lehrbücher über mittelalterliche Geschichte (wie: Medieval Europe, mit acht Auflagen, The Making of England, mit 7 Auflagen).
1981 wurde er Fellow der Medieval Academy of America und er war Fellow der Royal Historical Society, der Medieval Academy of Ireland und des Merton College in Oxford. 1982 gründete er die Charles Homer Haskins Society. 1983 erhielt er einen Outstanding Teacher Award der UCSB. Er war Guggenheim Fellow.
Er war auch Kinderbuchautor und Spezialist für die Werke von L. Frank Baum. Hollister war seit 1952 mit Edith Hollister verheiratet und hatte drei Söhne.

## Schriften
- Anglo-Saxon Military Institutions on the Eve of the Norman Conquest, Oxford University Press 1962 (erhielt den Triennial Book Prize of the Conference on British Studies)
- The Military Organization of Norman England, Oxford, Clarendon Press 1965
- mit Judith M. Bennett: Medieval Europe: A Short History, 10. Auflage, McGraw Hill 2005
- The Making of England: 55 B.C. to 1399, D. C. Heath, 7. Auflage 1995
- mit Sears McGee, Gale Stokes: The West Transformed: A History of Western Civilization, Cengage Learning 1999
- mit Joe W. Leedom: Medieval Europe. A short sourcebook, McGraw Hill, 3. Auflage 1996
- mit Guy Maclean Rogers: Roots of the Western Tradition: a short history of the ancient world, McGraw Hill, 8. Auflage 2007
- mit Amanda Clark Frost: Henry I, Yale University Press 2001
- The Rise and Development of Western Civilization, Wiley 1967
- Odysseus to Columbus: Synopsis of Classical and Mediaeval History, Wiley 1974
- Monarchy, Magnates and Institutions in the Anglo-Norman World, Bloomsbury Academic 1986 (Aufsatzsammlung)